# Adaja

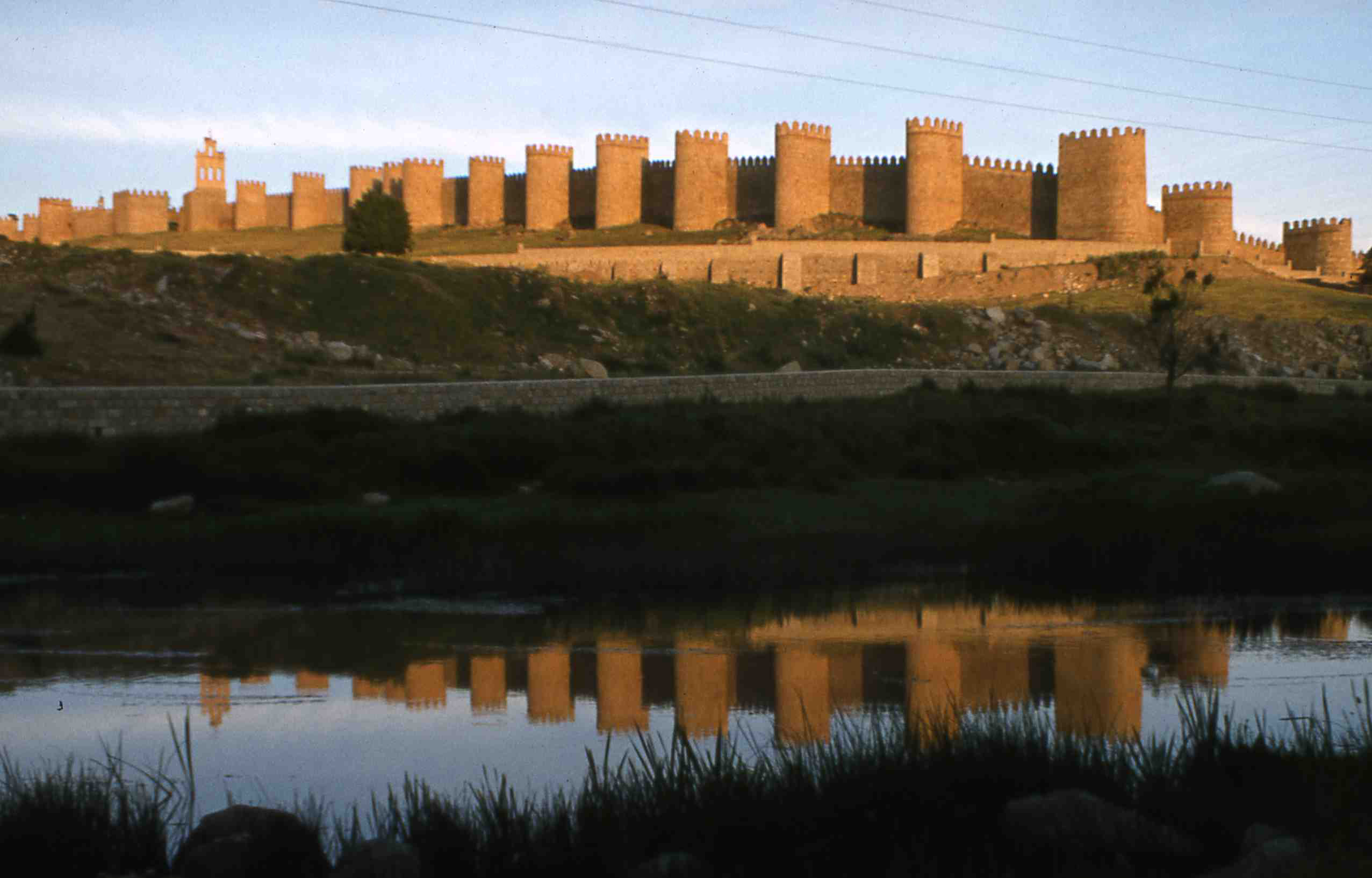
Río Adaja vor den Stadtmauern von Ávila

Der Adaja ist ein ca. 163 km langer linker Nebenfluss des Duero in der spanischen Provinz Ávila in der Autonomen Region Kastilien-León.

## Verlauf
Die Quelle des Río Adaja, auch Fuente Berroqueña genannt, befindet sich auf der Nordseite des Iberischen Scheidegebirges (Sierra de Guadarrama) auf dem Gebiet der Gemeinde Villatoro. Sein Weg führt zunächst durch das ca. 1000 m hoch gelegene Amblés-Tal Richtung Osten und Nordosten bis nach Ávila. Kurz vor der Provinzhauptstadt macht der Fluss eine Biegung nach Norden und behält diese Fließrichtung bis zu seiner Mündung in den Duero ca. 2 km nördlich von Villanueva de Duero bei.

## Nebenflüsse
Nach der Schneeschmelze und nach Starkregenfällen münden eine Vielzahl von Bächen (arroyos) in den Río Adaja; die meisten davon führen jedoch im Sommer und Herbst kein Wasser mehr. Die beiden größten dauerhaft wasserführenden Nebenflüsse sind der Río Arevalillo und der Río Eresma.

## Stauseen
Embalse del Castro de las Cogotas (Fassungsvermögen max. 59 hm³, Oberfläche max. ca. 394 ha; Höhe der Staumauer 67 m)

## Ökosystem
Fauna
Trotz der entwaldeten und landwirtschaftlich genutzten Landschaft zu beiden Seiten des Río Adaja leben im weitgehend naturbelassenen Fluss verschiedene Fischarten aus den Familien der Steinbeißer und der Karpfenfische, daneben auch Flusskrebse.
Flora
Die Ufervegetation entlang des Río Adaja ist sehr artenreich. Neben Weiden wachsen dort Weißdorn, Eschen und Pappeln.

## Orte am Fluss
Blacha, Baterna, Niharra, El Fresno, Ávila, Arévalo, Calabazas, Villalba de Adaja, Valdestillas, Los Doctrinos

## Sehenswürdigkeiten
Hauptattraktion am Fluss ist die Stadt Ávila mit ihrer mittelalterlichen Stadtmauer, der Kathedrale und den außerhalb der Stadtmauer gelegenen romanischen Kirchen San Vicente, Santo Tomé und San Pedro. Auch die Stadt Arévalo mit ihrer Burg (castillo) und ihren Mudéjar-Kirchen ist sehenswert. In einigen Dörfern entlang des Valle de Amblés sind keltische Tierskulpturen (verracos) aufgestellt, die ursprünglich möglicherweise zu vettonischen Höhenfestungen (z. B. Castro de Las Cogotas oder Castro de Ulaca) gehörten.